# Luca Pizzini
Luca Pizzini (Verona, 8 april 1989) is een Italiaans zwemmer die is gespecialiseerd in de schoolslag. 

## Carrière
In 2006 behaalde Pizzini een bronzen medaille tijdens de 200 meter schoolslag op de Europese kampioenschappen zwemmen voor jeugd. Op de wereldkampioenschappen zwemmen jeugd 2006 behaalde hij de zilveren medaille op de 200 meter schoolslag, achter zijn landgenoot Edoardo Giorgetti.  Ook op de Europese kampioenschappen zwemmen voor jeugd in 2007 behaalde Pizzini brons op de 200 meter schoolslag. Op de Middellandse Zeespelen 2009 in Pescara zwom Pizzini naar brons in de finale van de 100 meter schoolslag. Later dat jaar maakte Pizzini zijn debuut op een internationaal toernooi tijdens de Wereldkampioenschappen zwemmen 2009 in Rome. Hij eindigde 24e in de 100 meter schoolslag.
Op de Europese kampioenschappen zwemmen 2016 in Londen won Pizzini de bronzen medaille op de 200 meter schoolslag.

## Internationale toernooien
| Jaar | Olympische Spelen  | WK langebaan                              | WK kortebaan       | EK langebaan                                                | EK kortebaan                                                                   |
| ---- | ------------------ | ----------------------------------------- | ------------------ | ----------------------------------------------------------- | ------------------------------------------------------------------------------ |
| 2009 |                    | 24e 100m schoolslag 13e 4x100m wisselslag |                    |                                                             | geen deelname                                                                  |
| 2010 |                    |                                           | geen deelname      | 30e 50m schoolslag 32e 100m schoolslag 22e 200m schoolslag  | geen deelname                                                                  |
| 2011 |                    | geen deelname                             |                    |                                                             | geen deelname                                                                  |
| 2012 | geen deelname      |                                           | geen deelname      | geen deelname                                               | geen deelname                                                                  |
| 2013 |                    | 18e 200m schoolslag                       |                    |                                                             | geen deelname                                                                  |
| 2014 |                    |                                           | geen deelname      | 22e 100m schoolslag 6e 200m schoolslag 7e 4x100m wisselslag |                                                                                |
| 2015 |                    | 15e 200m schoolslag                       |                    |                                                             | 25e 50m schoolslag 23e 100m schoolslag 12e 200m schoolslag 27e 200m wisselslag |
| 2016 | 5-21 augustus 2016 |                                           | 7-11 december 2016 | 200m schoolslag                                             |                                                                                |

## Persoonlijke records
Bijgewerkt tot en met 13 juni 2016
Kortebaan
| Afstand         | Tijd    | Datum            | Plaats    |
| --------------- | ------- | ---------------- | --------- |
| 50m schoolslag  | 27,37   | 2 december 2015  | Netanja   |
| 100m schoolslag | 59,28   | 22 november 2009 | Riccione  |
| 200m schoolslag | 2.06,44 | 22 november 2013 | Viareggio |

Langebaan
| Afstand         | Tijd    | Datum         | Plaats   |
| --------------- | ------- | ------------- | -------- |
| 50m schoolslag  | 28,14   | 19 april 2016 | Riccione |
| 100m schoolslag | 1.00,54 | 26 juli 2009  | Rome     |
| 200m schoolslag | 2.10,39 | 19 mei 2016   | Londen   |